# Men in Black – Sötét zsaruk a Föld körül
A Men in Black – Sötét zsaruk a Föld körül (eredeti cím: Men in Black: International) 2019-ben bemutatott amerikai sci-fi akciófilm-vígjáték, amelyet F. Gary Gray rendezett, a Men in Black – Sötét zsaruk spin-off filmjeként. A forgatókönyvet Art Marcum és Matt Holloway írta, a film zenéjét Danny Elfman és Chris Bacon szerezte. A főbb szerepekben Chris Hemsworth, Tessa Thompson, Rebecca Ferguson, Kumail Nanjiani és Rafe Spall látható.
Magyarországon 2019. június 13-án, az Amerikai Egyesült Államokban június 14-én mutatták be a mozikban.

## Szereplők
| Szereplő                | Színész                | Magyar hang           |
| ----------------------- | ---------------------- | --------------------- |
| Henry / H ügynök        | Chris Hemsworth        | Nagy Ervin            |
| Molly Wright / M ügynök | Tessa Thompson         | Gubik Petra           |
| Molly gyerekkorában     | Mandeiya Flory         | Stern Hanna           |
| Gyalog                  | Kumail Nanjiani (hang) | Mikó István           |
| Nagy T                  | Liam Neeson            | Csernák János         |
| C ügynök                | Rafe Spall             | Kovács Lehel          |
| Riza Stavros            | Rebecca Ferguson       | Szávai Viktória       |
| Iker                    | Laurent Bourgeois      | Ember Márk            |
| Iker                    | Larry Bourgeois        | Ember Márk            |
| O ügynök                | Emma Thompson          | Kovács Nóra           |
| Vungus                  | Kayvan Novak           | Gesztesi Károly       |
| Nasr                    | Kayvan Novak           | Kardos Róbert         |
| Bassam                  | Kayvan Novak           | Molnár Levente        |
| Luca Brasi              | Spencer Wilding        | Bede-Fazekas Szabolcs |
| Molly anyja             | Marcy Harriell         | Nádasi Veronika       |
| Molly apja              | Inny Clemons           | Debreczeny Csaba      |
| Guy                     | Stephen Wight          | Kerekes József        |